# هارب سلتي
الهارب السلتي Celtic harp هو هارب ذو إطار مثلثي، وهو آلة موسيقية تقليدية في الدول السلتية في شمال غرب أوروبا. 
ويعرف باسم كليرسيتش في اللغة الأيرلندية، وكلارساتش في الغيلية الاسكتلندية، وتيلين في بريتون والويلزية . وفي أيرلندا واسكتلندا، كانت آلة موسيقية تتطلب مهارة كبيرة وتدريبًا طويلًا للعزف عليها، وكانت مرتبطة بالطبقة الحاكمة الغيلية. ويظهر على العملات المعدنية الأيرلندية ومنتجات غينيس وشعار النبالة لجمهورية أيرلندا ومونتسيرات وكندا والمملكة المتحدة.